# Риманова хипотеза
Риманова хипотеза је претпоставка о дистрибуцији нетривијалних нула Риманове зета-функције {\displaystyle \zeta (s)\,}. Први пут је формулисана у раду Бернарда Римана из 1859: О броју простих бројева испод задате величине ( ). Од тада, и поред огромних напора, овај проблем и даље остаје нерешен.
Риманова зета-функција је дефинисана за све комплексне бројеве s ≠ 1, и има тривијалне нуле у парним негативним целим бројевима (s = &minus;2, s = &minus;4, s = &minus;6, ...). Риманова хипотеза каже да се све нетривијалне нуле налазе на једној правој у комплексној равни, конкретно:
Реални део било које нетривијалне нуле Риманове зета-функције је ½, односно све нетривијалне нуле се налазе на критичној линији ½ + .

## Историјат
Рад из 1859. је Риманов једини оглед у теорији бројева, али је хипотеза изнета у њему један од најзначајнијих нерешених проблема у савременој математици, пре свега зато што се доста важних резултата ослања на важење ове хипотезе (рецимо у криптографији, факторизацији целих бројева и полинома).
Легенда каже да се копија сакупљених Риманових радова у Хурвицовој (енгл. Adolf Hurwitz) библиотеци након његове смрти сама отварала на страни на којој се налазио исказ Риманове хипотезе.
Давид Хилберт је на Другом међународном конгресу математичара у Паризу, 8. августа 1900. године поставио проблем Риманове хипотезе као један од двадесеттри Хилбертова проблема (проблем број осам). За Хилберта је Риманова хипотеза имала посебан значај, када су га питали шта би најпре урадио након 500-годишњег сна, Хилберт је одговорио да би прво питао да ли је Риманова хипотеза доказана.
Годфри Харолд Харди (енгл. Godfrey Harold Hardy) је 1914. године доказао да се на критичној линији ½ +  налази бесконачно много нула.
Риманова хипотеза је један од седам Миленијумских проблема Математичког института Клеј.

## Покушаји доказивања
Риманова хипотеза је као и Последња Фермаова теорема била инспирација за небројене покушаје доказивања, где су подједнако неуспешни били и врхунски и математичари аматери. Када је 1995. године енглески математичар Ендру Вајлс извео доказ Фермаове последње теореме - фокус математичке заједнице је преусмерен на Риманову хипотезу, најистакнутији нерешени проблем у математици данас. Овде су набројани значајни неуспешни покушаји у новом миленијуму.
Мати Питканен (Matti Pitkanen) у септембру 2001, повукао доказ због грешке у новембру исте године.
Карлос Кастро (Carlos Castro), и Хорге Махеха (Jorge Mahecha) су у серији радова од 2001. до 2006. године пробали да изграде теорију (користећи суперсиметрије и квантномеханички приступ) која би омогућила доказивање Риманове хипотезе. Њихов приступ је одбачен.
Каида Ши (Kaida Shi) у јулу 2003. године, доказ садржавао грешку.
Луј д'Бранж (Louis de Branges de Bourcia) у јулу 2004. године, нађен контрапример. Аутор је касније објавио Извињење за доказ Риманове Хипотезе.
Јинжу Хан (Jinzhu Han) у јуну 2007. године, доказ садржавао грешку.
Андреј Мадрецки (Andrzej Madrecki) у јулу 2007. године, доказ садржавао грешку.
Лев Аизенберг (Lev Aizenberg) у децембру 2007. године, повукао доказ због грешке у јануару 2008. године.
Ксиан-Јин Ли (Xian-Jin Li) у јулу 2008. године, неколико дана касније је повукао доказ због грешке (на страни 29).
Мајкл Атија је предложио доказ Риманове хипотезе 2018. године.

## Потрага за нулама Риманове зета-функције
Дуго се веровало да је Риманова хипотеза резултат дубоке интуиције и осећаја за проблем. Карл Лудвиг Сигел (Carl Ludwig Siegel) је, међутим, у тридесетим годинама 20. века анализирајући Риманове рукописе пронашао рачун за првих неколико нула на критичној правој, на неколико децималних цифара тачности.
Риманова хипотеза је нумерички проверена за првих 1013 нула (за вредности t на критичној линији до 2,4·1012). Овај резултат су 2004. године добили Ксавијер Гордон (Xavier Gourdon) и Патрик Демишел (Patrick Demichel) користећи Одлизко-Шонаге (Odlyzko-Schönhage) алгоритам из 1988. године.
Све познате вредности t за нуле на критичној линији су по свему судећи ирационални бројеви.
Све познате нуле су првог реда. Иако постојење нула вишег реда не би оповргло Риманову хипотезу - изазвало би озбиљне проблеме за доста савремених рачунских техника.